# Philippe Ariès
Philippe Ariès (21. července 1914, Blois – 8. února 1984, Paříž) byl francouzský historik. Nejznámější jsou jeho díla o dějinách každodennosti, především kniha L’Enfant et la vie familiale sous l’Ancien Régime, kde přišel s tezí, že ve středověku neexistovalo dětství v našem moderním pojetí, a že jde o poměrně nedávný ideologický konstrukt. Citované jsou i práce věnované dějinám smrti. Měl blízko k francouzské fašistické a roajalistické pravici (hnutí Action française, časopis La Nation française). Sám se označoval za „pravicového anarchistu“.